# Montmorylonit
Montmorylonit, montmorillonit – szeroko rozpowszechniony minerał z gromady krzemianów, zaliczany do minerałów ilastych (grupa smektytów). Nazwa pochodzi od miejscowości Montmorillon we Francji.

## Właściwości
Tworzy bardzo drobne, łuskowate kryształy o średnicy nie przekraczającej 1 mikrometra. Występuje w skupieniach zbitych, woskowych lub ziemistych i proszkowych. Niekiedy tworzy drobnoziarniste agregaty, przyjmujące formy „robakowate” lub sferolityczne.
Typ pakietu który tworzy to 2:1 (dwie warstwy tetraedryczne i jedna oktaedryczna).
Dobrze pochłania wodę (ośmiokrotna objętość), odbarwia się.

## Występowanie
Występuje w grupach minerałów ilastych. Powstaje wskutek wietrzenia różnych skał krystalicznych. Stanowi podstawowy składnik bentonitu. Bywa spotykany w osadach morskich i jeziornych, zwykle w towarzystwie illitu, kaolinitu, haloizytu, kwarcu, kalcytu.
Na świecie: Stany Zjednoczone (Nowy Meksyk, Arizona, Kolorado, Kalifornia, Alabama), Rosja i Gruzja (Kaukaz), Węgry, Rumunia, Niemcy, Francja, Czechy.
W Polsce: w okolicach Tarnobrzega, na Kujawach, na Dolnym Śląsku.

## Zastosowanie
Stanowi ważny surowiec przemysłu ceramicznego, gumowego, papierniczego, farmaceutycznego, chemicznego, metalurgicznego i spożywczego. Jest składnikiem nawozów mineralnych oraz płuczki wiertniczej. Montmorylonitu używa się także przy rekultywacji terenów skażonych metalami ciężkimi.